# 池之上町
池之上町（いけのうえちょう）は、鹿児島県鹿児島市の町。旧薩摩国鹿児島郡鹿児島城下池之上町。郵便番号は892-0806。人口は1,107人、世帯数は537世帯（2020年10月1日現在）。池之上町の全域で住居表示を実施している。
応永元年（1394年）に島津元久によって島津氏の菩提寺として曹洞宗の「玉竜山福昌寺」が建立された。江戸時代には福昌寺は寺領として1,361石を有しており、薩摩藩の領域を含め遠くは北陸地方まで多数の末寺があった。明治時代初期の廃仏毀釈により破壊され廃寺となり、現在は鹿児島市立鹿児島玉龍中学校・高等学校の敷地となっているほか、国指定の史跡の鹿児島島津家墓所（島津氏歴代墓所）がある。

## 地理
鹿児島市の中央部、稲荷川中流域に位置している。町域の北方には坂元町、東方には皷川町、稲荷町、清水町、南方には春日町、大竜町、西方には上竜尾町に接している。
清水町との境界上を稲荷川が流れており、大竜町との境界上を家鴨馬場通りが通る。
町域の北部には鹿児島市立鹿児島玉龍中学校・高等学校があり、その北方に島津家墓地がある。また玉龍中学校・高等学校の敷地にはかつて島津元久が菩提寺として建立した玉竜山福昌寺が存在しており、九州や中国・四国地方に2000もの末寺があったとされるが、明治時代の薩摩藩による徹底的な廃仏毀釈の実行により破壊され廃寺となった。

### 河川
- 稲荷川

### 町名の由来
町名は町域内にあった福昌寺の前に池があり、その上方に街が広がったことに由来している。

## 歴史

### 福昌寺の建立と隆興
南北両朝合後、禅宗に厚く帰依していた島津氏第七代当主の島津元久は、応永元年（1394年）長谷場氏の城跡に曹洞宗の寺院「玉竜山福昌寺」を建立した。福昌寺の造営のために多くの所領が寄進された。翌年の応永2年（1395年）に島津元久の寄進状によれば「鹿児島郡坂元村内池之上畠とあって、のちに田を埋めて宅地を作り、熊野権現を地内に迎祭した」と記されており、坂元村のうち池之上畠を寺領として福昌寺に寄進している。
清水城が現在の稲荷町に築城されると清水城の麓町が作られたのち、福昌寺の門前が作られ、そこから納屋（現在の東千石町付近）に向けて町が広がった。文明3年（1471年）には吉利（現在の日置市日吉町吉利）にあった深固院が福昌寺に移された。
天文18年（1549年）に鹿児島に上陸したキリスト教の宣教師フランシスコ・ザビエルは福昌寺を宿所としており、第十五代忍室文勝と宗教問答を行ったとされる。

### 近世の池之上町
池之上町という町名は江戸時代より見え、薩摩国鹿児島郡鹿児島城下のうちであった。江戸時代初期の鹿児島城下の北限に位置していた。北西部には福昌寺があり、寺の東部には士屋敷が広がっており、福昌寺郷中や家鴨馬場郷中があった。士屋敷には持高399石余の新納家屋敷や給知高500石余の島津靭負屋敷などがあった。
福昌寺は薩摩藩で最も大きい寺院であり、1500人余りの僧侶が居住していたとされ、1,361石の寺領を有していた。末寺には南林寺や妙谷寺、興国寺、隆盛院、梅岳寺（伊集院）、竜光寺（出水）、慈眼寺（谷山）、常珠寺（田布施）、竜昌寺（国分）、心岳寺（帖佐）などがある。
薩摩藩の地誌である「三国名勝図会」巻之五（鹿児島之四）の全巻にわたって福昌寺について掲載しており、以下のように記述している。

玉龍山福昌寺　坂本村、長谷場にあり、能登州諸岳山惣持寺の末にて曹洞宗なり、大門、山門、本堂、皆南に向ふ、七堂伽藍を作る、大門に獅子吼の額、山門には、玉龍山の額、本堂には覚皇賓殿の額を標し、客殿には、勅願所福昌寺の六字を題す、…
—三国名勝図会巻之五

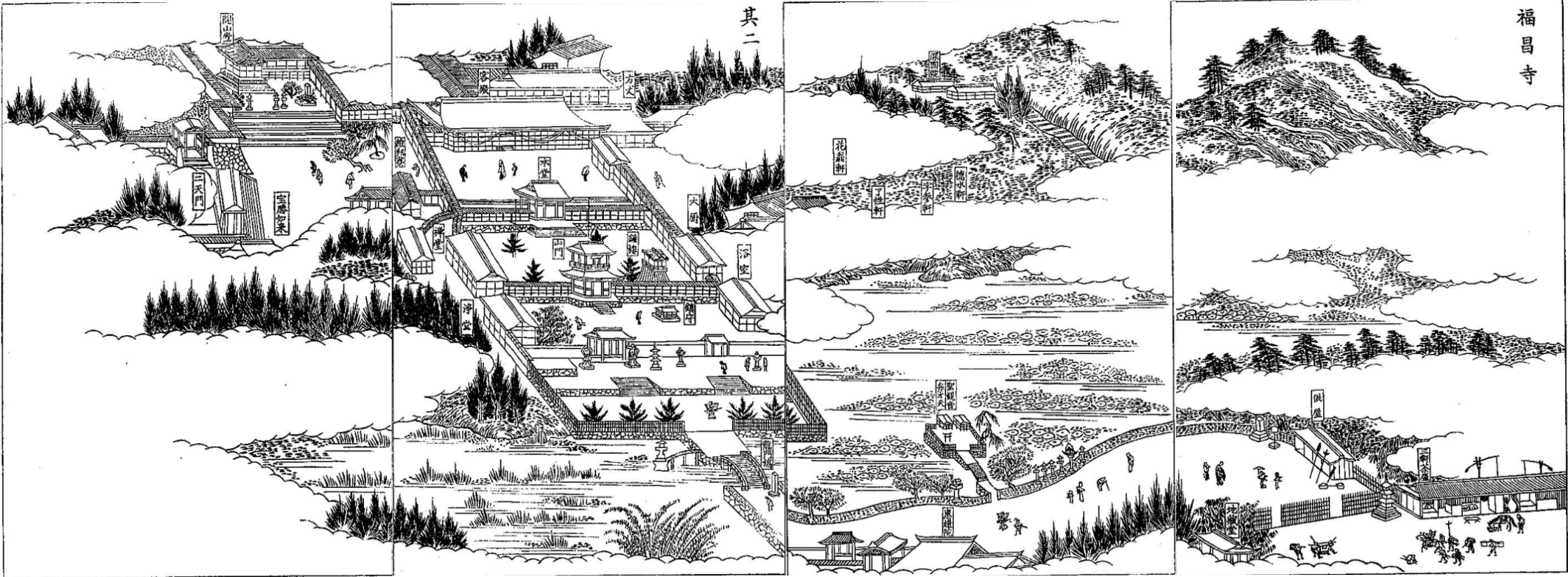
三国名勝図会巻之五掲載の福昌寺の絵図

明治時代の初期には池之上町は鹿児島府下のうちであった。明治時代初期の池之上町は士族が平民より多く居住しており、武家町であった。
池之上町に所在しており島津氏の菩提寺であった玉竜山福昌寺は明治時代初期に活発となった廃仏毀釈によって明治2年8月8日に1,361石余の寺領を没収され、同年11月に知政所（藩庁）により廃寺の命が下った。その結果、徹底的に破壊され廃寺となった。同年長崎の浦上で捕らえられたキリスト教徒が各藩に預けられることとなり、薩摩藩に預けられた375人が廃寺後の福昌寺跡に収容され、58人がこの地で病死し福昌寺墓地にキリシタン墓が造られ葬られた。
1881年（明治14年）には池之上町に戸長役場が設置された。1885年（明治18年）に鹿児島県授産会社が池之上町に設立され、塩田業や養蚕業を行っていたが1903年（明治36年）に解散した。

### 市制施行以後

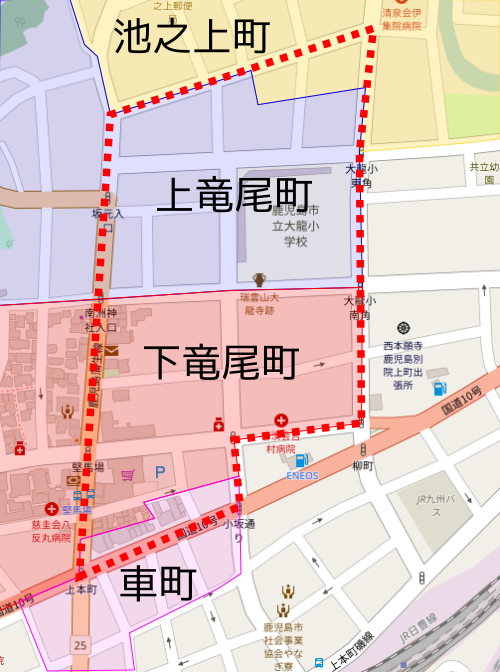
1967年の住居表示実施前後の町域。赤破線の区域が現在の大竜町。黄色が池之上町である

1888年（明治21年）に公布された市制（明治21年法律第1号）に基づき、1889年（明治22年）2月2日に官報に掲載された「 市制施行地」（内務省告示第1号）によって鹿児島が市制施行地に指定された。3月5日には鹿児島県令第26号によって鹿児島郡のうち50町村が市制による鹿児島市の区域と定められ、4月1日に市制が施行されたのに伴い、鹿児島郡50町村（山下町、平之馬場町、新照院通町、長田町、冷水通町、上竜尾町、下竜尾町、池之上町、鼓川町、稲荷馬場町、清水馬場町、春日小路町、車町、恵美須町、小川町、和泉屋町、浜町、向江町、栄町、柳町、易居町、中町、金生町、東千石馬場町、西千石馬場町、汐見町、泉町、築町、生産町、六日町、新町、松原通町、船津町、呉服町、大黒町、堀江町、住吉町、新屋敷通町、加治屋町、山之口馬場町、樋之口通町、薬師馬場町、鷹師馬場町、西田町、上之園通町、高麗町、下荒田町、荒田村、西田村、塩屋村）の区域より鹿児島市が成立した。それまでの池之上町は鹿児島市の町「池之上町」となった。
1911年（明治44年）9月21日に鹿児島を襲った台風では池之上町においても家屋浸水の被害があった。また、第二次世界大戦中の1945年（昭和20年）7月31日にはアメリカ軍の爆撃機によって鹿児島駅から池之上町など上町方面一帯の空襲が行われた（鹿児島大空襲）。
1951年（昭和26年）1月20日に福昌寺跡に鹿児島市立玉龍高等学校の校舎が落成し、1952年（昭和27年）10月17日までに稲荷町（現在の鹿児島市立清水中学校の校地）から移転が完了した。
1962年（昭和37年）に住居表示に関する法律が施行されたのに伴い、鹿児島市は鹿児島市街地域の住居表示に着手した。1967年（昭和42年）11月1日に上町地区の一部において住居表示が実施され、住居表示の実施に伴い町の再編が行われた。それに伴って、池之上町、車町、上竜尾町、下竜尾町の各一部より分割され、大竜町が設置された。翌年の1968年（昭和43年）7月1日には池之上町の全域で住居表示が完了した。

### 町域の変遷
| 実施後         | 実施年             | 実施前           |
| -------------- | ------------------ | ---------------- |
| 大竜町（一部） | 1967年（昭和42年） | 池之上町（一部） |

## 人口
以下の表は国勢調査による小地域集計が開始された1995年以降の人口の推移である。
| 年                 | 人口  |
| ------------------ | ----- |
| 1995年（平成7年）  | 1,204 |
| 2000年（平成12年） | 1,310 |
| 2005年（平成17年） | 1,249 |
| 2010年（平成22年） | 1,222 |
| 2015年（平成27年） | 1,211 |
| 2020年（令和2年）  | 1,107 |

## 文化財

### 国指定
- 鹿児島島津家墓所（記念物（史跡））[44]
島津氏の菩提寺であった福昌寺の墓所であり、第十一代当主である島津吉貴以外の歴代藩主の墓がある[21]。2020年（令和2年）3月10日に指宿市、垂水市、姶良市、薩摩郡さつま町の家臣団の墓所と共に国指定の史跡となった[10][45]。

## 施設

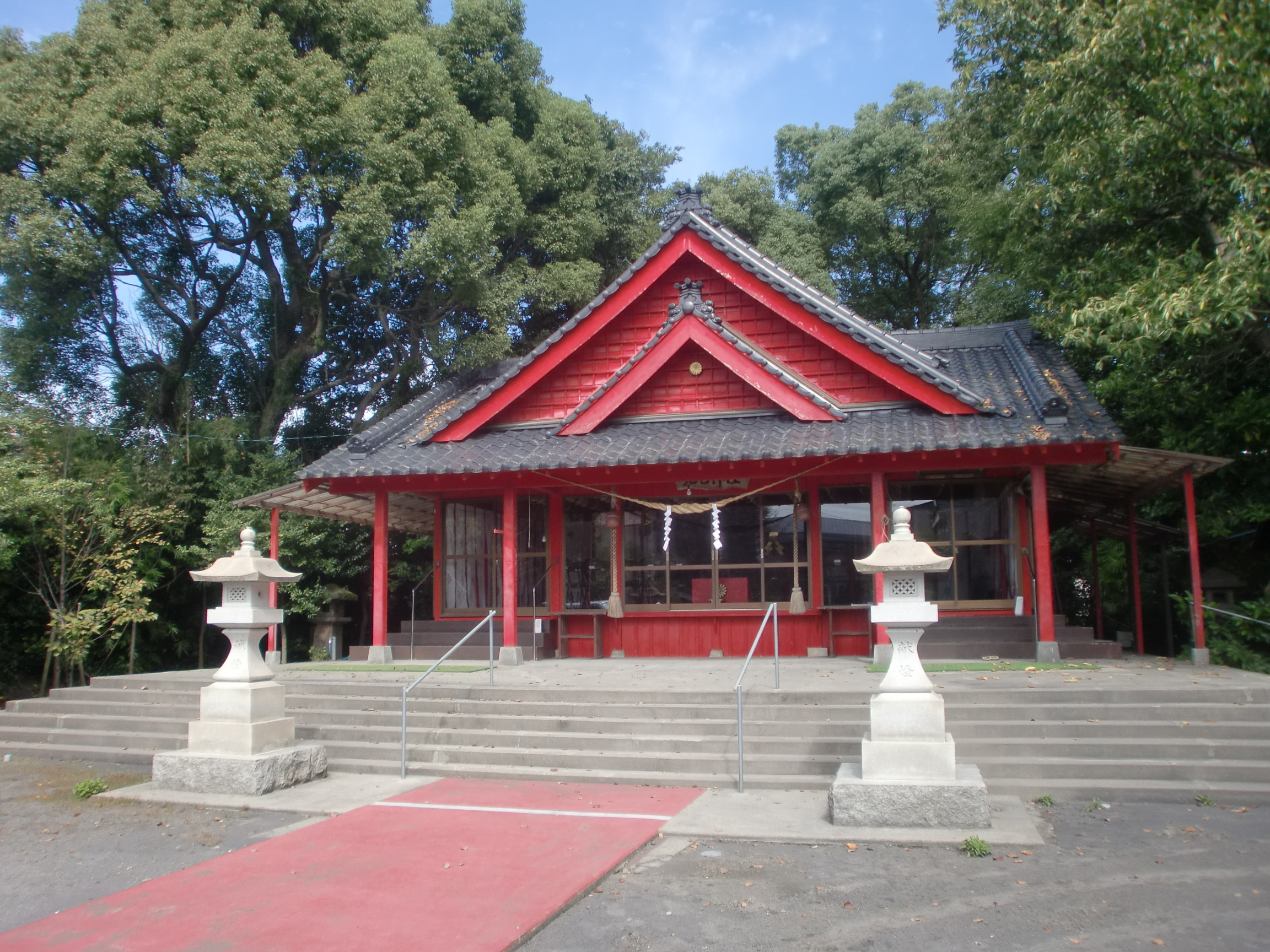
若宮神社

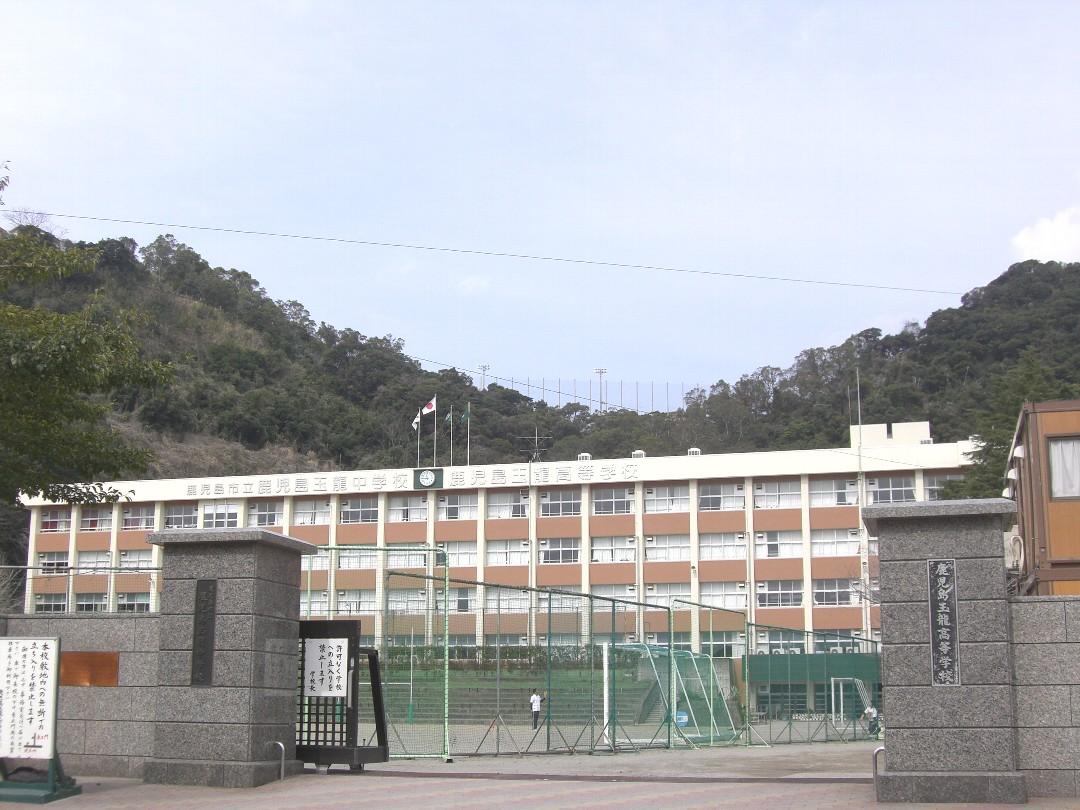
鹿児島市立鹿児島玉龍中学校・高等学校

### 公共
- 若宮公園

### 教育
- 鹿児島市立鹿児島玉龍中学校・高等学校[46][47]

### 郵便局
- 鹿児島池之上郵便局[48]

### 寺社
- 若宮神社（鹿児島五社の第五位）[49]
- 深固院龍源寺

## 小・中学校の学区
市立小・中学校の学区（校区）は以下の通りである。
| 町丁     | 番・番地 | 小学校               | 中学校               |
| -------- | -------- | -------------------- | -------------------- |
| 池之上町 | 全域     | 鹿児島市立清水小学校 | 鹿児島市立清水中学校 |

## 著名な出身者

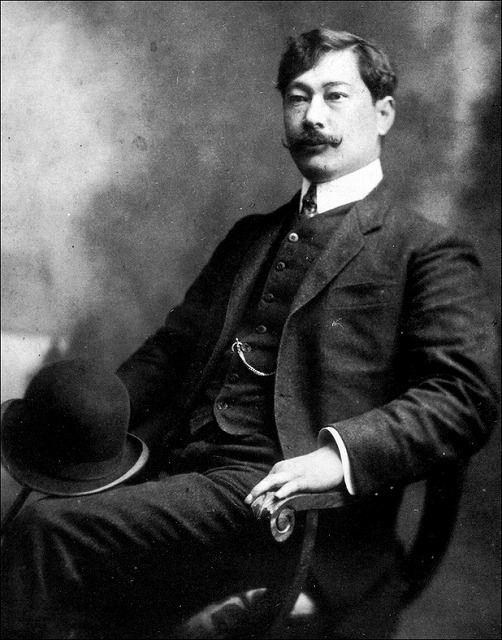
藤島武二

- 藤島武二（洋画家）[51]
明治画壇の三峰の一人とされ[51]、鹿児島出身の黒田清輝が主任教授となっていた東京美術学校西洋画科の助教授となった[51]。
- 増元るみ子（北朝鮮による拉致被害者）[52]